# Alfredo Serra
Alfredo Serra (29 de mayo de 1939-Buenos Aires, 22 de octubre de 2020) fue un periodista, escritor y docente argentino. Trabajó en el Diario Crónica y en la revista Gente, medios en los cuales realizó numerosas coberturas, entre ellas como corresponsal enviado a la guerra de Vietnam.

## Trayectoria
Serra comenzó su trayectoria laboral como empleado bancario, hasta que logró ser contratado en el diario Crònica. En ese medio realizó varias especialidades periodísticas, como el periodismo deportivo haciendo coberturas de turf, pero su tarea más recordada en ese diario fue la de corresponsal de guerra en Vietnam, donde viajó convenciendo al dueño del diario Hector Ricardo García que lo envíe a dicho evento.
Finalizada su trayectoria en Crónica, su nuevo empleador fue la revista Gente, donde le tocó cubrir una recordada pelea de Carlos Monzón en Montecarlo donde debió intermediar en una incidente personal del boxeador.
Durante veinte años ejerció la docencia en la Universidad Católica Argentina.
En los últimos años de su vida escribió una columna en el diario Infobae, hasta que su salud impidió que continuara con esa tarea.

## Libros
- Así hablan los que escriben. Atlántida, 2001. ISBN 950-08-2467-1
- Curso de periodismo escrito. Atlántida, 2004. ISBN 950-08.2994-0
- Nazis en las sombras: siete historias secretas. Atlántida. 2008. ISBN 950-08-3533-9
- El solitario no baila la rumba. Planeta, 2015. ISBN 978-950-49-4760-8